# Stefan Pajączkowski
Stefan Włodzimierz Pajączkowski herbu Lubicz (ur. 29 stycznia 1900 we Lwowie, zm. 2 czerwca 1978 w Edynburgu) – polski prawnik, ziemianin, rotmistrz ludowego Wojska Polskiego, artysta malarz, twórca obrazów batalistycznych, znawca kostiumologii wojsk, umundurowania i uzbrojenia, grafik, muzealnik.

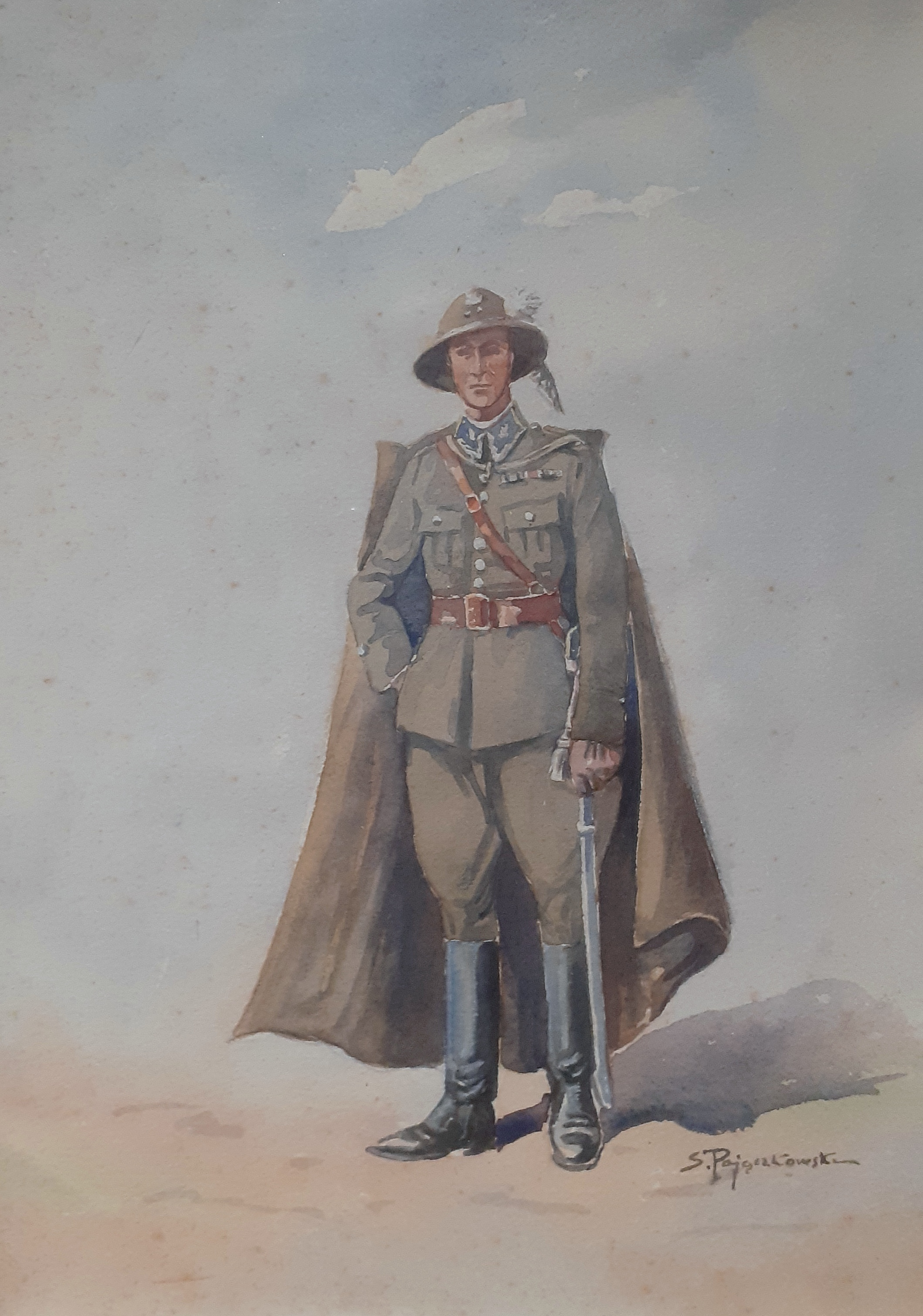
Portret porucznika 2 pułku Strzelców Podhalańskich z Sanoka autorstwa Stefana Pajączkowskiego

## Życiorys
Stefan Włodzimierz Pajączkowski urodził się 29 stycznia 1900 we Lwowie. Był synem lwowskiego lekarza, dr. Włodzimierza Pajączkowskiego (1864–1943) i Wandy z domu Sękowskiej herbu Prawdzic, pochodzącej z rodziny ziemiańskiej z Wydrnej (1865–1948). Jego bratem był Jerzy Pajączkowski-Dydyński (1894–2005, pułkownik dyplomowany Wojska Polskiego, który zmarł w wieku 111 lat). Po przeprowadzce do Sanoka, gdzie ojciec pod koniec 1901 został dyrektorem Szpitala Powszechnego rodzina Pajączkowskich początkowo najmowała mieszkanie na pierwszym piętrze willi dr Adolfa Bendla przy ulicy Jagiellońskiej (później, po rozbudowie, budynek szkolny), po czym zamieszkiwali we własnym domu przy stacji kolejowej Sanok Miasto.
Podczas I wojny światowej Stefan Pajączkowski wspierał rannych żołnierzy, za co został odznaczony przez władze austriackie. Podczas pobytu w Wiedniu zainteresował się malarstwem po odwiedzeniu tamtejszych galerii i muzeów. Uczęszczał do Akademii Wojskowej w Wiener Neustadt. Uchwałami Rady Miejskiej w Sanoku z 1916 i z początku 1918 był uznany przynależnym do gminy Sanok.
Po odzyskaniu przez Polskę niepodległości został przyjęty do Wojska Polskiego II RP i przydzielony do szwadronu zapasowego 6 pułku ułanów Jazdy Lwowskiej w Rzeszowie (później przekształconego w 6 pułk Ułanów Kaniowskich). 14 września 1918 zdał egzamin dojrzałości w Państwowym Gimnazjum w Sanoku. W 1919 skierowany do Oficerskiej Szkoły Jazdy w Starej Wsi. W 1920 był w szpitalu. Po odbyciu studiów prawniczych na Wydziale Prawa Uniwersytetu Jana Kazimierza we Lwowie i uzyskaniu absolutorium, nie kontynuował pracy w zawodzie, lecz edukował się w zakresie rysunku i malarstwa sztalugowego u boku malarza-batalisty Zygmunta Rodakowskiego. W 1926 ukończył Wyższe Kursy Ziemiańskie we Lwowie. Zamieszkał we wsi Wańkowice, gdzie był zarządcą dóbr i prowadził tam gospodarstwo rolne, a w 1927 ożenił się i założył rodzinę. Został awansowany na stopień podporucznika rezerwy pospolitego ruszenia w Korpusie Oficerów Kawalerii ze starszeństwem z 1 lipca 1925. W 1934 jako rezerwy był przydzielony do Oficerskiej Kadry Okręgowej nr X jako oficer przewidziany do użycia w czasie wojny i pozostawał wówczas w ewidencji Powiatowej Komendy Uzupełnień Gródek Jagielloński. Do 1939 aktywnie zajmował się tworzeniem w zakresie rysunku i malarstwa. Po wybuchu II wojny światowej został rządcą majątku we wsi Kostarowce nieopodal Sanoka. Podczas trwającej okupacji niemieckiej 9 marca 1944 komendant Obwodu AK Sanok mjr Adam Winogrodzki ps. „Korwin” wnioskował o karę chłosty dla Stefana Pajączkowskiego oraz ziemianina z Jurowiec, Stanisława Słoneckiego, za rzekome sabotowanie prac niepodległościowych i podkopywanie autorytetu dowódców AK w terenie; sprawa ukarania obu budziła kontrowersje i nie była jednoznaczna do zaopiniowania, na co wskazywał okręgowy delegat rządu w Krakowie, Jan Jakóbiec. U schyłku wojny Stefan Pajączkowski stacjonował w oddziałach wojskowych w Przemyślu, po czym brał udział w działaniach bojowych 2 Armii Wojska Polskiego. W 1946 został zdemobilizowany w stopniu rotmistrza.
Po zakończeniu wojny zamieszkał w Poznaniu. Do 1950 był zatrudniony w Państwowych Nieruchomościach Ziemskich, następnie w Krajowym Związku Spółdzielni Przemysłu Ludowego i Artystycznego. Od 1951 członek Związku Polskich Artystów Plastyków. W dekadzie lat 50. stworzył swoje czołowe prace malarskie w dziedzinie batalistycznej oraz akwarele mundurowe. W 1956 był inicjatorem wznowienia działalności Wielkopolskiego Muzeum Wojskowego (uprzednio działającego w latach 1919–1939), które zostało ponownie otwarte 22 lutego 1963, a Stefan Pajączkowski został jego kierownikiem. W tym czasie, od 1 listopada 1957 był kustoszem Działu Wojskowego w Muzeum Narodowym w Poznaniu. Był także inicjatorem założenia w 1965 poznańskiego Koła Stowarzyszenia Miłośników Dawnej Broni i Barwy.
Została zorganizowana wystawa jego prac zatytułowana „1000 lat Oręża Polskiego”, który była prezentowana w miastach Polski. Jej główną tematyką były dzieje jazdy polskiej, wraz z jej umundurowaniem i uzbrojeniem, które stanowiły szczególne zainteresowanie Stefana Pajączkowskiego. Był autorem albumu pt. Jazda polska wydanego w 1980 przez Krajową Agencję Wydawniczą. Tworzył także jako grafik, w tym ekslibrisy o motywach wojskowych. Był współpracownikiem Bronisława Gembarzewskiego. Jego obrazy były wielokrotnie wystawiane w Bibliotece Raczyńskich w Poznaniu. W 1945 jego prace znalazły się na pierwszej powojennej wystawie wspólnej sanockich artystów zorganizowanej przez Muzeum Historyczne w Sanoku. Ponadto prace trafiły m.in. do Muzeum Oręża Polskiego w Kołobrzegu. Był batalistą, znawcą historycznej kostiumologii wojsk polskich, umundurowania i uzbrojenia.
Jego żoną była Kazimiera Garapich de Sichelburg (ślub w 1927), z którą miał córki Krystynę (1928–2009) i Renatę (1930–).
Stefan Pajączkowski zamieszkiwał przy ulicy Mikołaja Reja w Poznaniu. Zmarł 2 czerwca 1978 w szkockim mieście Edynburg, gdzie zamieszkiwał jego brat, Jerzy. Stefan Pajączkowski został pochowany na Cmentarzu Junikowo w Poznaniu.
Pamięci Stefana Pajączkowskiego Tadeusz Jeziorowski opublikował artykuł pt. Stefan Pajączkowski 1900–1978. Wspomnienie pośmiertne w czasopiśmie „Studia Muzealne” w numerze 13 z 1982.

## Odznaczenia i wyróżnienia
- Srebrna Odznaka Honorowa Czerwonego Krzyża z dekoracją wojenną (Austro-Węgry)
- Złota Odznaka Stowarzyszenia Miłośników Dawnej Broni i Barwy[26]